# 9064 Johndavies
9064 Johndavies (1993 BH8) là một tiểu hành tinh vành đai chính được phát hiện ngày 21 tháng 1 năm 1993 bởi Spacewatch ở Kitt Peak.